# Todorovo
Todorovo falu Bosznia-Hercegovinában, a Bosznia-hercegovinai Föderáció Una-Szanai kantonjában. Közigazgatásilag Velika Kladušához tartozik.

## Fekvése
Bosznia-Hercegovina északnyugati részén, Bihácstól légvonalban 30, közúton 44 km-re északra, Velika Kladušától légvonalban 14, közúton 19 km-re délkeletre levő dombos, erdős vidéken fekszik. 

## Népessége
| Nemzetiségi csoport | Népesség 1991 | Népesség 2013 |
| ------------------- | ------------- | ------------- |
| Szerb               | 11            | 0             |
| Bosnyák             | 1221          | 673           |
| Horvát              | 2             | 3             |
| Jugoszláv           | 12            | 0             |
| Egyéb               | 3             | 126           |
| Összesen            | 1249          | 802           |

## Története
Todorovo területén már a vaskorban éltek emberek. Ez igazolja, hogy a vár területén vaskori kerámiákat találtak. Todorovo vára a Cazini krajina egyik legnagyobb vára volt. A vár a vaskori alapokon valószínűleg a 16. század első felébenben épült, Karlovics Iván horvát bán rendeletére, aki haláláig, 1531-ig volt a birtokosa. A bán gyakran időzött benne, számos levelét innen keltezte. A Karlovicsoktól örökösödési szerződés alapján több várral együtt a Zrínyiek szerezték meg. A 16. században Todorovo neve még Novigrad volt, amely 1560-as években változott meg, ekkor kapta a Todor Grad nevet, majd a mai nevét, a Todorovót. Nevét a helyi hősről, Tódorról kapta, aki valószínűleg a várnagya volt és aki 1562-ben Novigad védelmében esett el a törökök elleni csatában. Az egyik támadás során a tűz a lőporhoz ért, amelynek következtében Todor a családjával együtt a levegőbe repült. Egy évvel később egy jelentés szerint 12 fős királyi őrség volt benne, de állapota miatt (az előző évben leégett) lebontásra javasolták. Körülbelül 70 évvel később a törökök végleg meghódították ezt a meglehetősen elhagyatott vidéket. A török uralom alá kerülése után ez a terület nagyon gyorsan betelepült. A várat is újjáépítették, és az Oszmán Birodalom védelmének, valamint az osztrák-magyar területek további meghódításának támaszpontjává vált. Több ház és egy mecset is épült benne. Egy kralováci pap levelében, amelyet 1641. november 20-án küldött Bécsbe, az osztrák-magyar területre való folyamatos török behatolás miatt, megemlíti a Todor Noviból származó Kariman agát, akit a vár uraiként később a kladusai Hernjić testvérek követtek. Todoravó utolsó ura Maše Tabak (Tabaković) és testvérei voltak. A környék legrégebbi iskolája, valamint a mrcelji körzeti iskola is a vár falaiból épült. Todorovóban alakult meg az a szociális szövetkezet, amelyből a volt Jugoszlávia egyik legnagyobb cége, az Agrokomerc nőtte ki magát.
A todorovoi muszlim gyülekezet Velika Kladusa község egyik legrégebbi gyülekezete. Az első mecset az oszmán korból származik, 1866-ban épült. A „Fa minaretes mecsetek Bosznia-Hercegovinában” című könyvben ezt írják róla: „A számos, fából készült minarettel rendelkező mecsetből Boszniában a todorovói mecset az egyik legértékesebb építészetileg.” Sajnos ennek az értékes és egyedi építészeti objektumnak már csak a helye létezik, 2019-ben lebontása már folyamatban volt. Ennek a mecsetnek volt az egyik legkarcsúbb, fából készült minaretje, 11,4 m magas. 1973 után a régi mecsetet fokozatosan elhanyagolták az illetékes hatóságok, mert ekkor épült az új, kupolákkal ellátott mecset, amely már Todorovó várának falain kívül helyezkedett el. 1973. augusztus 19-én megnyitották az újonnan épült mecsetet. A megnyitón mintegy 50.000 látogató vett részt, akiket az akkor az országban egyedülálló épület vonzott. Mecset két minarettel, amelyet az imám által vezetett szorgalmas gyülekezet épített. A legutóbbi háború során ez a szépség nagy károkat szenvedett, restaurálása után 1997-ben volt második megnyitása. A gyülekezetnek mintegy 500 háztartása van. Imámja Hamdin Kovačević efendi.

## Gazdaság
Mrceljiben több vizimalom is üzemelt: a Mali Mlin, a Gornji Mlin, a Žljeboja, a Dvojače, a Mlinarska és még két, magánkézben volt malom, amelyeket ezen a területen fellendítették a gazdaságot, így sokan más helyekről is ide települtek. Előtte tömeges kivándorlás volt Törökországba. 1985-ben egy új aszfaltozott út épült Todorovóban. Akkoriban Todorovó új fellendülésen ment át, ekkor nyitotta meg az Agrokmerc cég új üzemeit és gazdaságait, valamint bővült a telefonhálózat is. 1987-ben azonban az Agrokomerc-ügy megállította a fejlődést. A boszniai háború után a Todorovo - Mrcelji, a Todorovo - Todorova Čelinja és a Todorovo - Golubović helyi utakat aszfaltozták. Minden háztartásban van telefon és vezetékes vízellátás.

## Oktatás
A településen általános iskola működik. A 2023/24-es tanévben 301 tanuló járt ide. Itt is gond a tanulói létszám állandó csökkenése.

## Nevezetességei
- Todorovo (Novigrad) várának romjai a mai mecsettől nyugatra, egy alacsony, de három oldalról meredek oldalú domb tetején találhatók. A vár dombját a körmyező magasabban fekvő területtől mély bevágással választották el. A legkönnyebben támadható oldalon egy mintegy nyolc méteres átmérőjű, hengeres torony állt, melynek egyik fele mára teljesen leomlott. Ez a torony volt a vár legrébibb része, melyet egy félköríves toronnyal erősített fallal elkerített udvar vett körül. Ezt a középkori várat a török hóítás után külsővárral bővítették. Ide építették a bég házát, a szolganép házait és a mecsetet. A belsővárba egy kaputornyon át lehetett bejutni. Mára a belsővár falai mintegy 3 méter, a külsővár falai mintegy 4 méter magasan állnak. A külsővárat nyugatról egy nagyobb, délről egy kisebb négyzetes torony erősítette. A vár területén ma több lakóház is áll, amelyek a bég egykori lakóházának kivételével magántulajdonban vannak.[5]

- A helyi mecset az 1970-es években épült, ez volt az első olyan mecset a Balkánon, amely két minarettel épült. Építője Hodja Imamović volt.